# Плинт (телефония)
Плинт — главная коммутационная единица телефонного кросса. Плинты служат для коммутации абонентских или соединительных телефонных линий. Плинт является составной частью оконечного кабельного устройства и устанавливается в телефонных боксах, коробках и шкафах на монтажные хомуты. Бывает двух видов — размыкаемый и неразмыкаемый. Размыкаемый плинт предназначен не только для подключения, но и для защиты низкочастотных кабелей телефонной сети. Имеет 10 пар гнезд. Соединение кабелей осуществляется с внешней стороны плинта при помощи специальных однопарных вилок, с внутренней стороны происходит распределение телефонных пар по номерам абонентов.
Плинт представляет собой пластиковую конструкцию, у которой с одной стороны подключается десятипарный кабель, а с другой стороны медные пары разводятся на конкретных абонентов. В конструкции размыкаемого плинта предусмотрена возможность установки грозозащиты.
Существуют различные типы плинтов. Основными характеристиками плинта являются — количество пар, вид контактов и способ крепления в кроссе.
Виды плинтов по типу контакта:
- размыкаемые нормальнозамкнутые
- размыкаемые нормальноразомкнутые
- неразмыкаемые